# Staré Město pod Landštejnem
Staré Město pod Landštejnem (německy Altstadt) je městys v okrese Jindřichův Hradec v Jihočeském kraji. Žije zde 475 obyvatel. Geomorfologicky je městys usazen v podcelku Novobystřické vrchoviny. Severojižním směrem pak probíhá geomorfologický okrsek Landštejnská kotlina, kterou protéká potok Pstruhovec, na němž leží i vodní nádrž Landštejn.

## Historie
Původní osada vznikla ve 12. století, ve 14. století se rozrostla na trhovou ves, spadající pod Landštejn, v 15. století byla povýšena na městečko. V období průmyslové revoluce se městečku vyhnula železnice i veškerý průmysl a  význam obce začal postupně upadat. Zatímco roku 1840 mělo 1036 obyvatel, roku 1939 už jen 531. V letech 1938 až 1945 byl městys v důsledku uzavření Mnichovské dohody přičleněn k nacistickému Německu. Po druhé světové válce došlo k vysídlení Němců. V padesátých letech 20. století pak zanikla v nynějším obvodu městyse tato sídla: Dětříš, Košlák, Košťálkov, Kuní, Pernárec, Rajchéřov, Romava a Staré Hutě u Veclova.
Status městyse byl obci obnoven 6. prosince 2017.

## Obyvatelstvo
| Rok            | 1869  | 1880  | 1890  | 1900  | 1910  | 1921  | 1930  | 1950  | 1961 | 1970 | 1980 | 1991 | 2001 | 2011 | 2021 |
| -------------- | ----- | ----- | ----- | ----- | ----- | ----- | ----- | ----- | ---- | ---- | ---- | ---- | ---- | ---- | ---- |
| Počet obyvatel | 3 882 | 3 884 | 3 701 | 3 595 | 3 356 | 2 895 | 2 544 | 1 072 | 786  | 626  | 649  | 567  | 552  | 505  | 436  |
| Počet domů     | 620   | 630   | 618   | 609   | 624   | 605   | 613   | 397   | 174  | 145  | 129  | 180  | 206  | 215  | 210  |

## Správa městyse

### Části městyse
Městys Staré Město pod Landštejnem se skládá z osmi částí na patnácti katastrálních územích:
- Dobrotín (i název k. ú.)
- Landštejn (leží v k. ú. Pomezí pod Landštejnem)
- Návary (i název k. ú.)
- Podlesí (k. ú. Podlesí pod Landštejnem)
- Pomezí (k. ú. Pomezí pod Landštejnem)
- Staré Město pod Landštejnem (i název k. ú.; včetně zaniklých osad a k. ú. Dětříš, Košlák, Košťálkov, Kuní pod Landštejnem a Pernárec)
- Veclov (i název k. ú.; včetně zaniklých osad a k. ú. Staré Hutě u Veclova, Rajchéřov a Romava)
- Vitíněves (i název k. ú.)

Součástí Starého Města pod Landštejnem jsou i osady Buková, Dobrohoř a Filipov.
V letech 1961–1971 k městysi patřila i Skalka.

### Symboly městyse
Znak a vlajka byly městysi uděleny rozhodnutím předsedy Poslanecké sněmovny Parlamentu České republiky dne 12. května 2016.

## Pamětihodnosti
- Kostel Nanebevzetí Panny Marie
- Zřícenina hradu Landštejn
- Kaple svatého Jana Nepomuckého
- Židovský hřbitov na severozápad od vesnice
- Boží muka u silnice do Stálkova
- Škola
- Zámek Dobrohoř z 19. století
- Sýpka u cesty k zámku

### Ochranné pásmo zříceniny státního hradu Landštejn
Do katastrálních území Podlesí pod Landštejnem; Pomezí pod Landštejnem; Staré Město pod Landštejnem a Vitíněves zasahuje ochranné pásmo zříceniny státního hradu Landštejn.

## Zajímavosti
- Trojmezí (Dreiländerstein) – historický hraniční kámen (Čechy, Morava, Rakousko)
- Hadí vrch – přírodní rezervace
- Vodní dílo Landštejn zásobuje pitnou vodou Slavonicko, Dačicko a Novobystřicko

## Přeshraniční propojení pro případ dočasného znovuzavedení ochrany vnitřních hranic
Na turistických stezkách Romava - Reingers a Košťálkov - Kleintaxen jsou pro přechod státní hranice do Rakouska určená místa. Po plném zapojení České republiky do schengenského prostoru zde vzniklo další přeshraniční propojení v úseku Romava - Reiberg, Dobbersberg; v úsecích Staré město pod Landštejnem - Reigers a Romava - Reingers vznikly společné hraniční cesty.

## Galerie

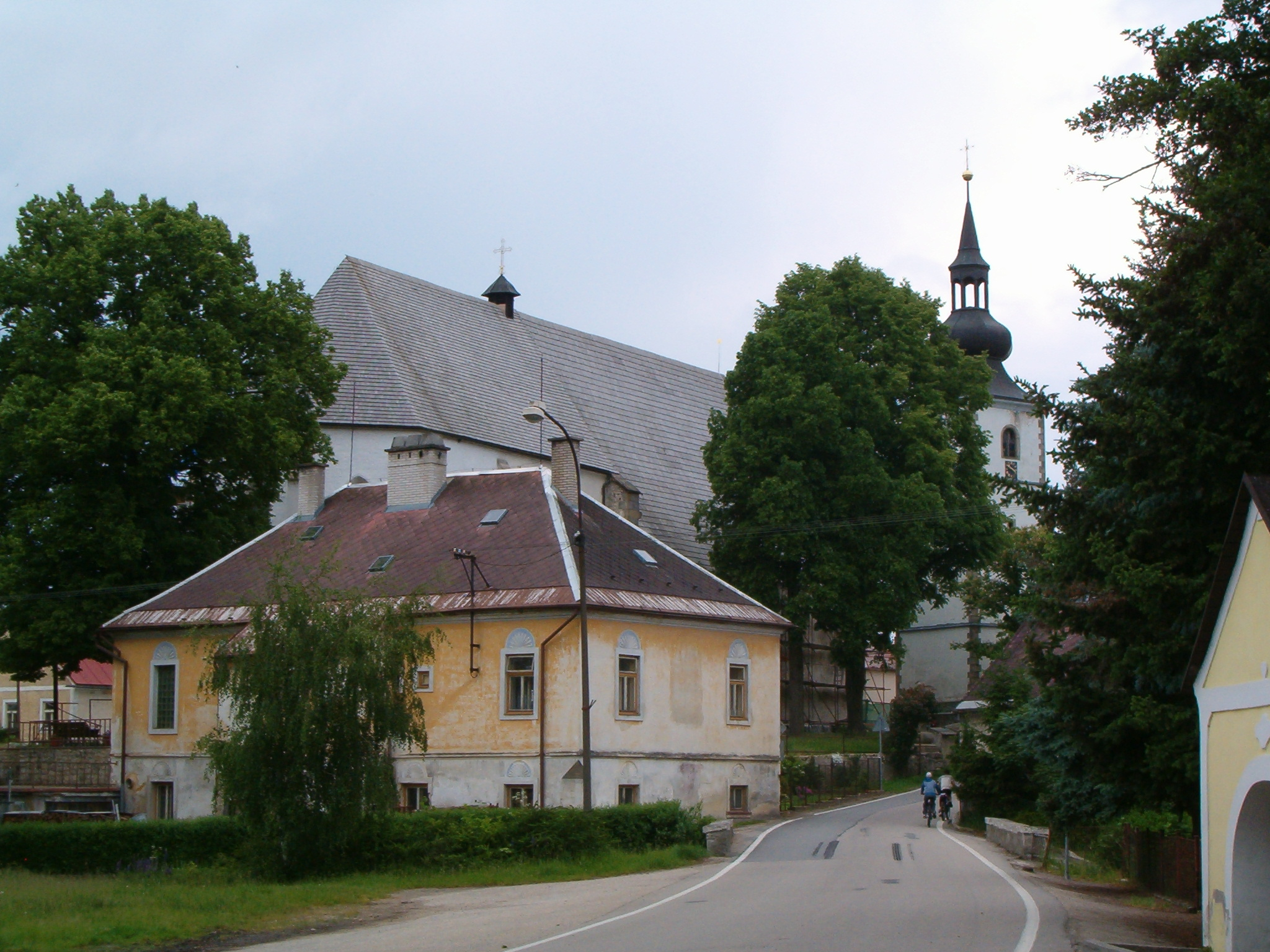
Kostel v pohledu od východu
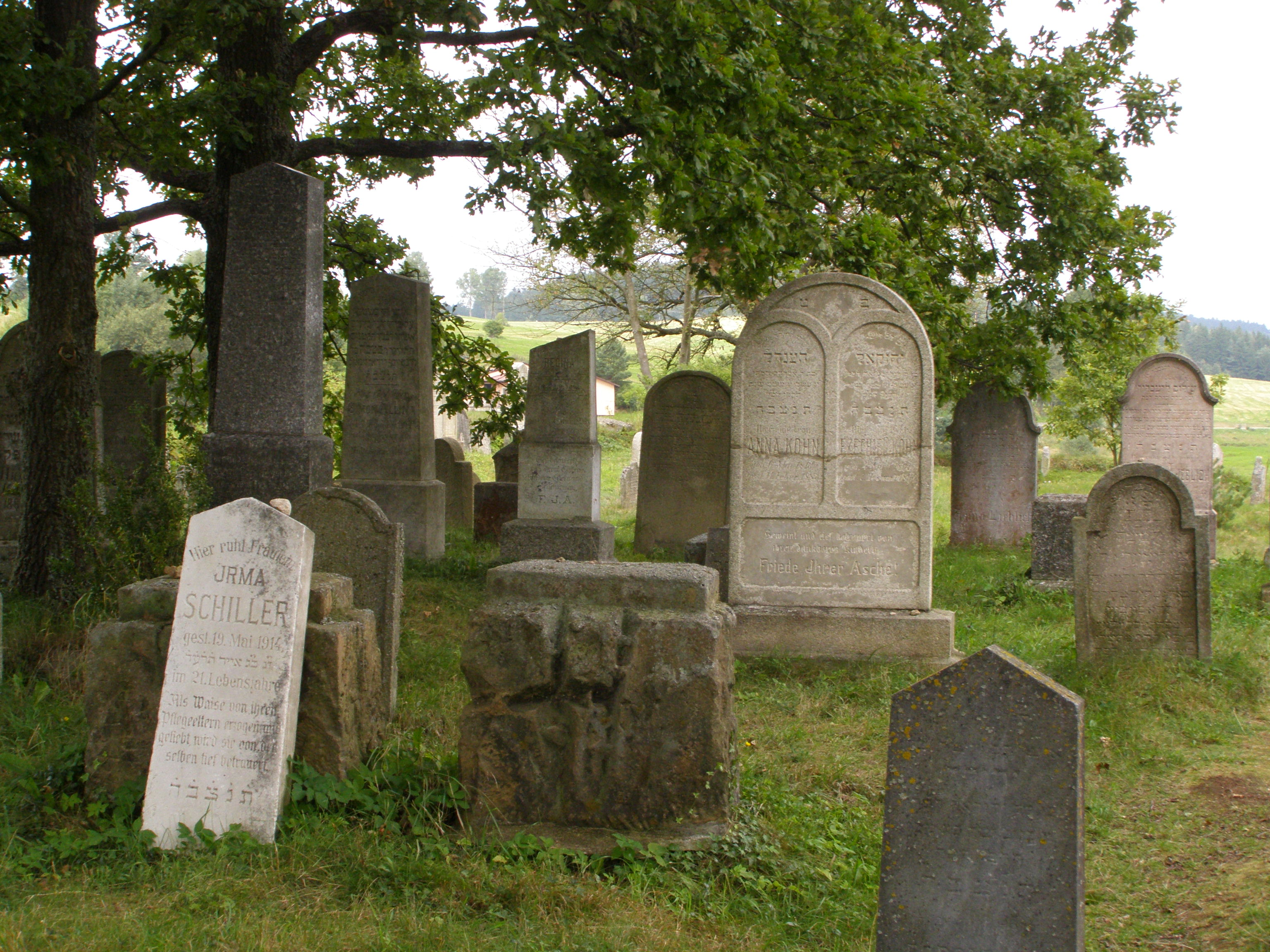
Židovský hřbitov
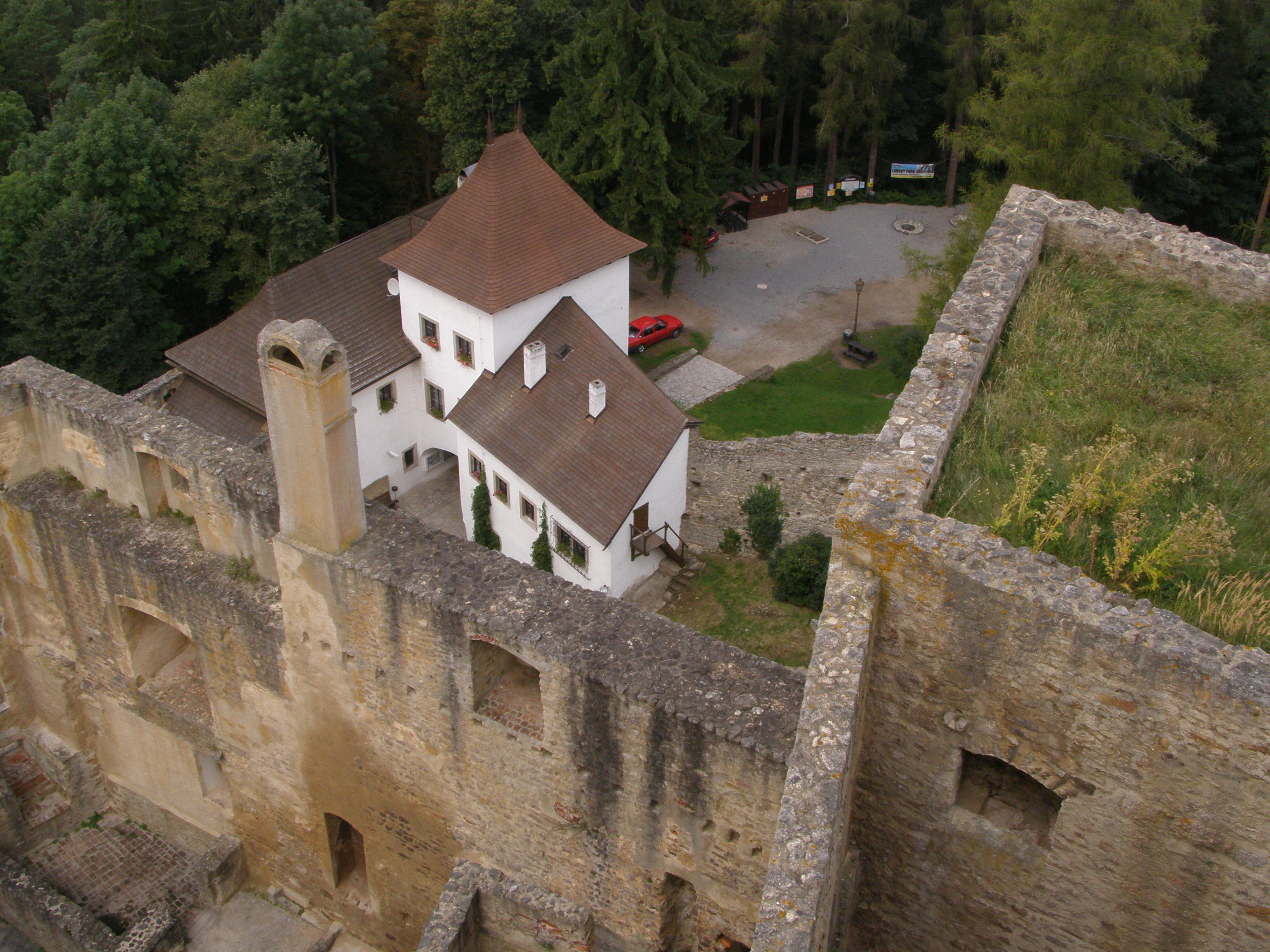
Hrad Landštejn
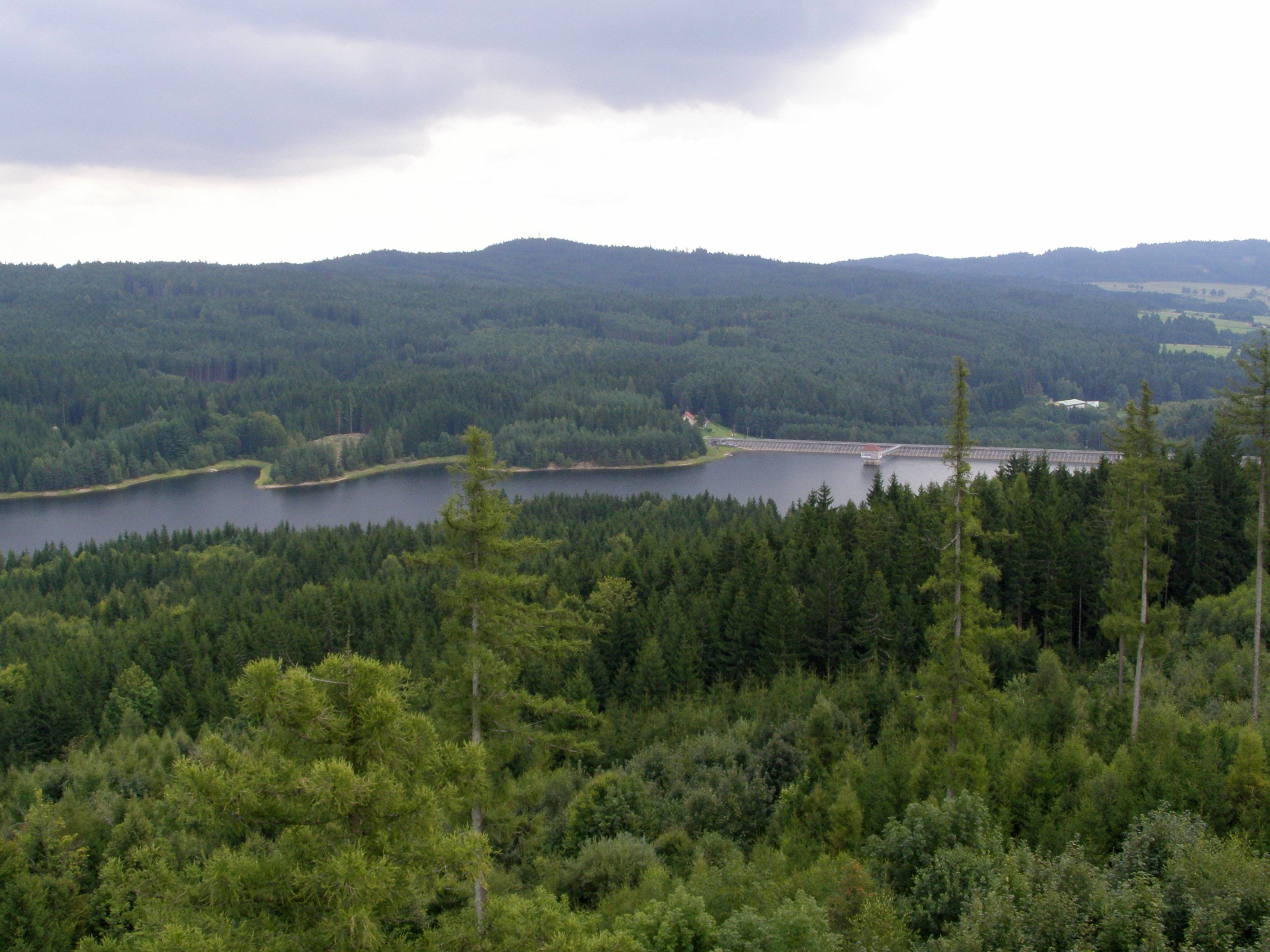
Vodní nádrž Landštejn
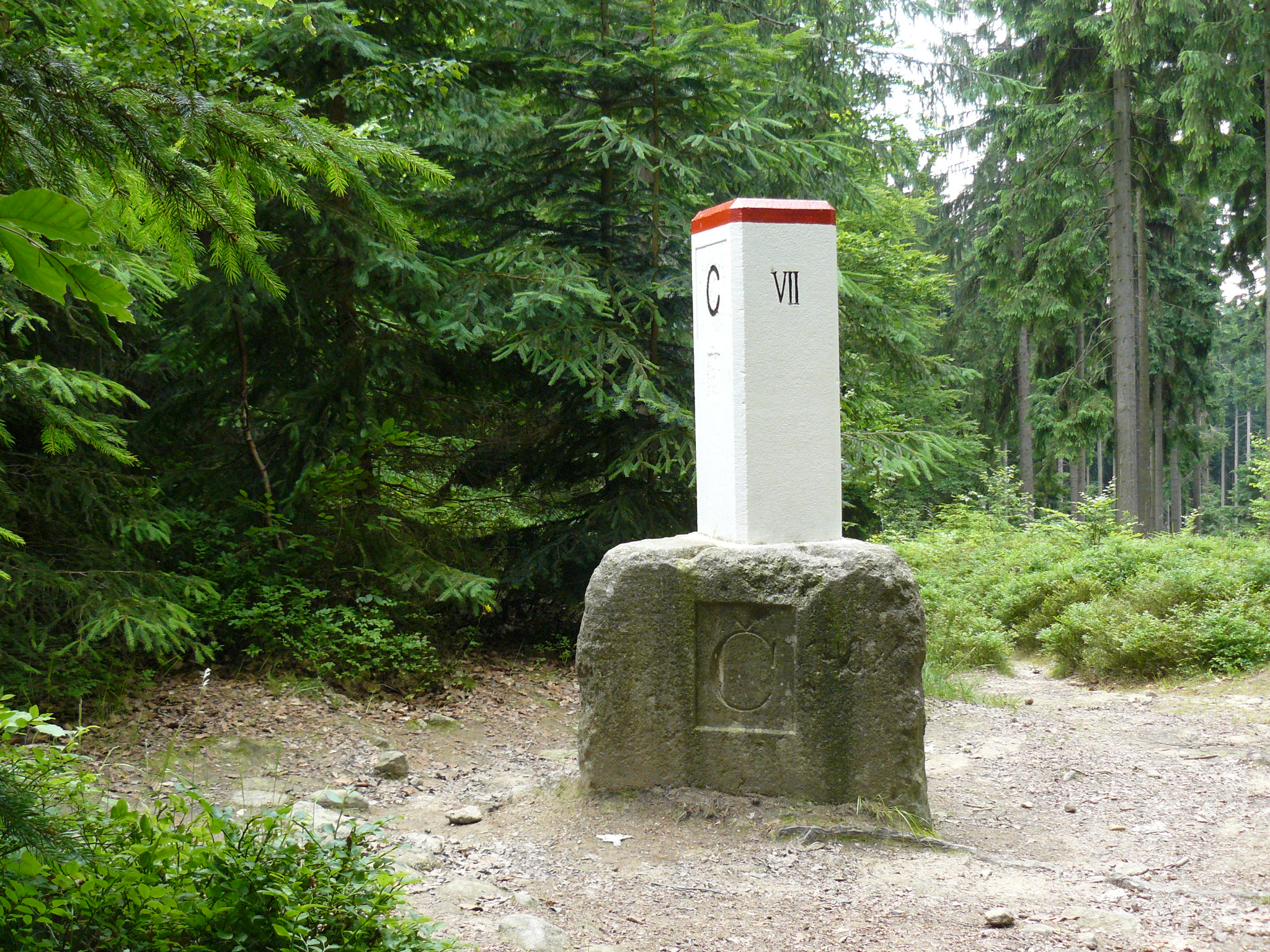
Trojmezí